# 詹姆斯·J·阿彻
詹姆斯·杰伊·阿彻（James Jay Archer，1817年12月19日—1864年10月24日），美国陆军准将，曾参与美墨战争和美国南北战争。
1863年，阿彻率领南方军部队参与葛底斯堡战役时被北方军捕获，成为第一位来自南方军陆军总司令罗伯特·E·李的北弗吉尼亚军团的将级战俘。